# Boterwijk
Boterwijk is een buurtschap  in de gemeente Oirschot in de Nederlandse provincie Noord-Brabant. Het ligt een kilometer ten westen van het dorp Oirschot.